# Famine de Ruzagayura
La famine de Ruzagayura est une longue période de disette alimentaire qui eut lieu en 1943-1944 durant le mandat belge du Ruanda-Urundi (aujourd'hui Rwanda et Burundi) pendant la Seconde Guerre mondiale. Elle causa un grand nombre de morts et une massive émigration vers le Congo belge voisin et les zones environnantes. La famine est considérée comme effective entre octobre 1943 et décembre 1944.
La cause principale de la famine fut plusieurs longues périodes de sécheresse dans la région au début de 1943, mais elle fut aggravée par la volonté des autorités coloniales d’envoyer des produits agricoles au Congo belge, dans le cadre de l'effort de guerre des Alliés participant à la Seconde Guerre mondiale.
L'administration coloniale et les missionnaires chrétiens transportèrent de la nourriture vers un point d'approvisionnement à Usumbura. Le roi rwandais, Mutara III, envoya de l'aide dans la région touchée.
À la fin de la famine en décembre 1944, entre 36 000 et 50 000 personnes (entre 1/50 à 1/30 de la population, estimée à 1 930 000 hab. en 1942) étaient mortes de faim.
Plusieurs centaines de milliers de personnes émigrèrent loin du Ruanda-Urundi, la plupart au Congo belge, mais aussi en Ouganda britannique. La migration créa une instabilité politique dans les zones touchées par l'afflux massif de Rwandais.